# Djura
Djura is een plaats in de gemeente Leksand in het landschap Dalarna en de provincie Dalarnas län in Zweden. De plaats heeft 396 inwoners (2005) en een oppervlakte van 83 hectare. De plaats ligt aan de rivier de Österdalälven en aan het riviertje de Djurån een zijriviertje van de eerder genoemde rivier. De plaats ligt iets ten westen van de plaats Gagnef.